# USS Benevolence
El USS Benevolence (AH-13), buque hospital de la Marina de los Estados Unidos, fue construido como SS Marine Lion en 1944 por Sun Shipbuilding & Drydock Co. en Chester, Pensilvania, en virtud de un contrato de la Comisión Marítima. Era un buque de la clase C4, los mayores cargueros construidos por la Comisión Marítima de los Estados Unidos (MARCOM) durante la Segunda Guerra Mundial. Entre las variantes del diseño se encontraban el buque hospital de la clase Haven, incluido el Benevolence y otros cinco.
Desplazaba 11.141 toneladas a plena carga, tenía 520 pies (160 m) de eslora, una manga de 71,6 pies (21,8 m) y un calado de 24 pies (7,3 m). Su velocidad máxima era de 17,5 nudos (32,4 km/h; 20,1 mph). Fue apadrinado por la Sra. Daisy Unter, transferido a la Marina de los Estados Unidos el 31 de julio de 1944, convertido en buque hospital por Todd-Erie Basin Shipyard, Inc. en Brooklyn y comisionado el 12 de mayo de 1945.

## Hundimiento

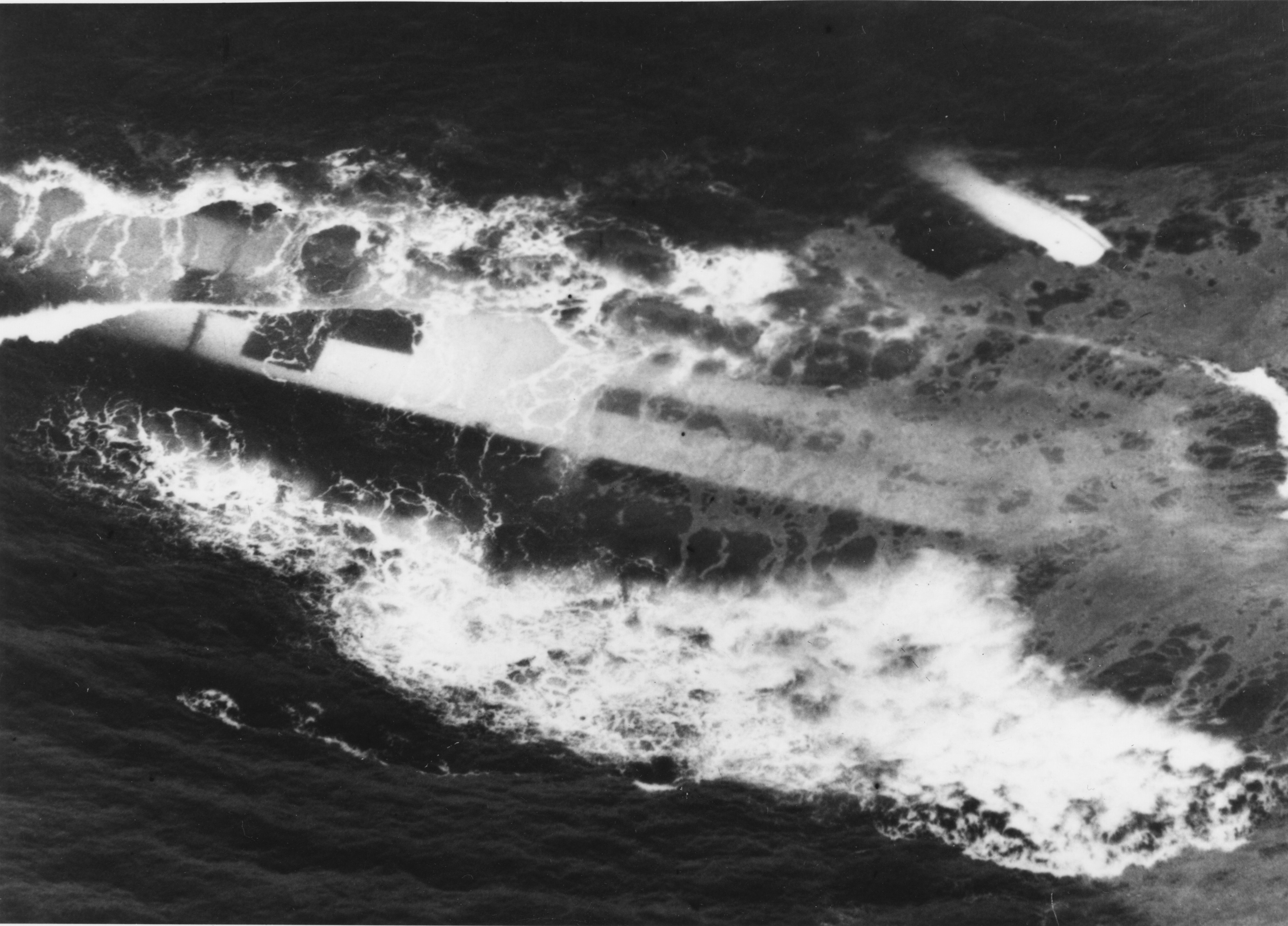
El USS Benevolence hundiéndose.

El 25 de agosto de 1950 a las 5:04 p. m. mientras regresaba de las pruebas de mar, antes de su asignación al Servicio Militar de Transporte Marítimo en apoyo de la Guerra de Corea, el Benevolence colisionó con el carguero SS Mary Luckenbach en medio de una densa niebla y se hundió en 15 minutos frente a San Francisco. Quinientos cinco tripulantes fueron rescatados y 23 murieron.
El Departamento de Defensa anunció el 31 de julio de 1951 que el buque era insalvable y que sería dinamitado por ser una amenaza para la navegación.